# 日韓Wリーグチャンピオンシップ
日韓Wリーグチャンピオンシップ（にっかん―）は、日本と韓国の女子バスケットボール・Wリーグの王者による対抗戦である。

## 概略
2002年3月に第1回開催。2003年はイラク戦争のため中止となるが、2004年以降毎年シーズン後に行われている。2005年までは3月に開催され、日本開催ではWリーグファン感謝イベント・表彰式も併催していたが、2006年は5月、2007年は8月、2008年は9月開催となった。
日本のWJBLと韓国のWKBLの王者がホーム・アンド・アウェー方式（2004年は日本での1回戦のみ）で対戦し日韓王者を決定する。
日本開催は国立代々木競技場第2体育館で行われる。韓国開催はソウル奨忠体育館で行われていたが、2007年からは出場チームのホームタウンで開催される。
2008年まですべて韓国チームが制しており、日本チームはいまだ1勝すら挙げていない。
2009年は経済危機のため中止。2011年以降は中国を含めた3ヶ国によるアジアチャンピオンズリーグとして開催され、これに伴い日韓チャンピオンシップは発展的解消される。
2013年に台湾も含めた4ヶ国による「アジアWチャンピオンシップ」が開催されたが、1回限りで休止。その後2017年に「日韓クラブチャンピオンシップ」の名で女子バスケットボールの日韓クラブ対抗戦が復活する。

## ルール
- FIBAルールを採用。
- 審判は、中立国・日本・韓国による3人制
- 第2戦終了時点で1勝1敗の場合、5分間の延長戦となる。延長戦は1回限りで、決着が付かない場合は両者優勝となる。

## 開催記録
| 回 | 年度 | 優勝                 | スコア      | 準優勝                             | 備考    |
| -- | ---- | -------------------- | ----------- | ---------------------------------- | ------- |
| 1  | 2002 | 新世界クールキャッツ | 77-75 81-74 | ジャパンエナジーJOMOサンフラワーズ |         |
| 2  | 2003 |                      |             |                                    | 中止    |
| 3  | 2004 | ウリィ銀行ハンセ     | 93-77       | JOMOサンフラワーズ                 | 1回戦制 |
| 4  | 2005 | ウリィ銀行ハンセ     | 84-66 72-58 | シャンソンVマジック                |         |
| 5  | 2006 | ウリィ銀行ハンセ     | 79-73 82-70 | シャンソンVマジック                |         |
| 6  | 2007 | 新韓銀行S・バード    | 55-49 84-69 | JOMOサンフラワーズ                 |         |
| 7  | 2008 | 新韓銀行S・バード    | 81-72 90-84 | 富士通レッドウェーブ               |         |

## 日本での放送について
- 2002年の第1回大会はJ-SKY SPORTS（現・J SPORTS）で中継した。
- 2004・05年は中継なしであったが、2006年からはスカイ・Aで中継されている。